# Psychoda symmetrica
Psychoda symmetrica és una espècie d'insecte dípter pertanyent a la família dels psicòdids que es troba a Nord-amèrica: Carolina del Nord (els Estats Units).